# 高橋祖麻呂
高橋 祖麻呂（たかはし の おやまろ、生没年不詳）は、奈良時代から平安時代初期にかけての貴族。姓は朝臣。官位は正五位下・大膳大夫。

## 経歴
光仁朝の宝亀8年（777年）従五位下に叙爵し、宝亀10年（779年）内膳奉膳に任官する。
桓武朝に入り、延暦9年（790年）伊予介に任ぜられ（守は津真道）、翌延暦10年（791年）伊予国で捕獲した祥瑞とされる白い雀を天皇に献上したことから、国司に対する叙位が行われ、真道は正五位下、祖父麻呂は従五位上に昇叙される。延暦16年（797年）駿河守に補せられるが、延暦19年（800年）不当な主張を行って前司に与えるべき解由状を与えなかったとして官職を解かれた。
平城朝では安芸守を務め、大同3年（808年）には正五位下・大膳大夫に叙任されている。

## 官歴
『六国史』による。
- 時期不詳：正六位上
- 宝亀8年（777年） 正月7日：従五位下
- 宝亀10年（779年） 6月13日：内膳奉膳
- 延暦9年（790年） 3月10日：伊予介
- 延暦10年（791年） 7月22日：従五位上
- 延暦16年（797年） 正月13日：駿河守
- 延暦19年（800年） 12月19日：免官
- 時期不詳：安芸守
- 大同3年（808年）9月5日：大膳大夫、安芸守如元。11月17日：正五位下